# Simon Kulli
Simon Kulli (Pistull, Condado de Shkodër, 14 de febrero de 1973) es un obispo católico albanés. Obispo de Sapë (desde 2017).

## Biografía
Nació en la localidad albanesa de Pistull (1973). Una semana después de nacer, sus abuelos lo llevaron a bautizar. Sor María Kaleta, una monja estigmatina le bautizó en secreto. En aquel momento Álbania era el único país del mundo declarado oficialmente como ateo.
Completada su formación teológica en el seminario interdiocesano Madre del Buen Consejo, en Scutari, fue ordenado sacerdote junto con otros cuatro diáconos albaneses el 29 de junio de 2000, por el arzobispo Angelo Massafra en la catedral de Scutari. Estas fueron las primeras ordenaciones sacerdotales en Albania tras el fin del régimen comunista.
Monseñor Kulli conoció a algunos de los “mártires vivos", aquellos que sufrieron años en prisión, algunos permanecieron enecerrados veintiocho años. Entre otros, conoció a: don Martin Trushi, al padre Shtjefen Pistulli, a los cardenales Mikel Koliqi y Ernest Simoni, al padre Gjergj Vata, a otros jesuitas y sacerdotes diocesanos.
Posteriormente, fue nombrado vicario parroquial en Dajç de Zadrima y secretario del obispo de Sapë. Y seguidamente, delegado de Cáritas, tras el fallecimiento del obispo Lucjan Avgustini, fue elegido administrador diocesano de Sapë el 22 de mayo de 2016.
El 15 de junio de 2017, el papa Francisco lo nombró obispo de Sapë. Recibió la ordenación episcopal el 14 de septiembre de manos del arzobispo Charles John Brown, nuncio apostólico en Albania, con el arzobispo Angelo Massafra y el obispo Dodë Gjergji como co-consagrantes.
Desde el 20 de febrero de 2024, es vicepresidente de la Conferencia Episcopal de Albania.